# Synapturanus mirandaribeiroi
Synapturanus mirandaribeiroi är en groddjursart som beskrevs av Nelson och Lescure 1975. Synapturanus mirandaribeiroi ingår i släktet Synapturanus och familjen Microhylidae. IUCN kategoriserar arten globalt som livskraftig. Inga underarter finns listade i Catalogue of Life.